# Michaelsorden (Frankreich)

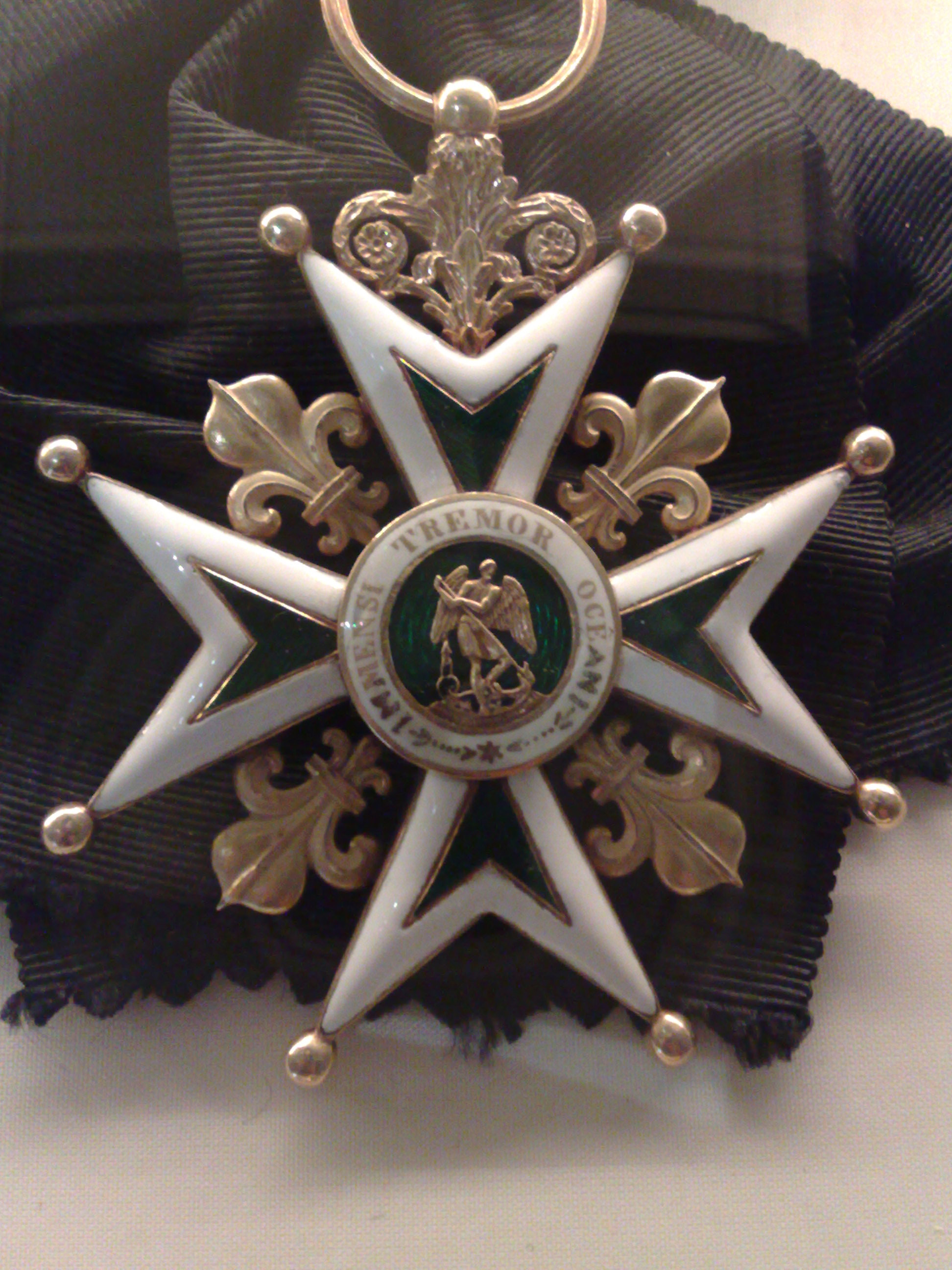
Ordenszeichen seit dem 17. Jahrhundert

Der Ordre de Saint-Michel (Michaelsorden) war ein französischer Ritterorden.

## Gründung

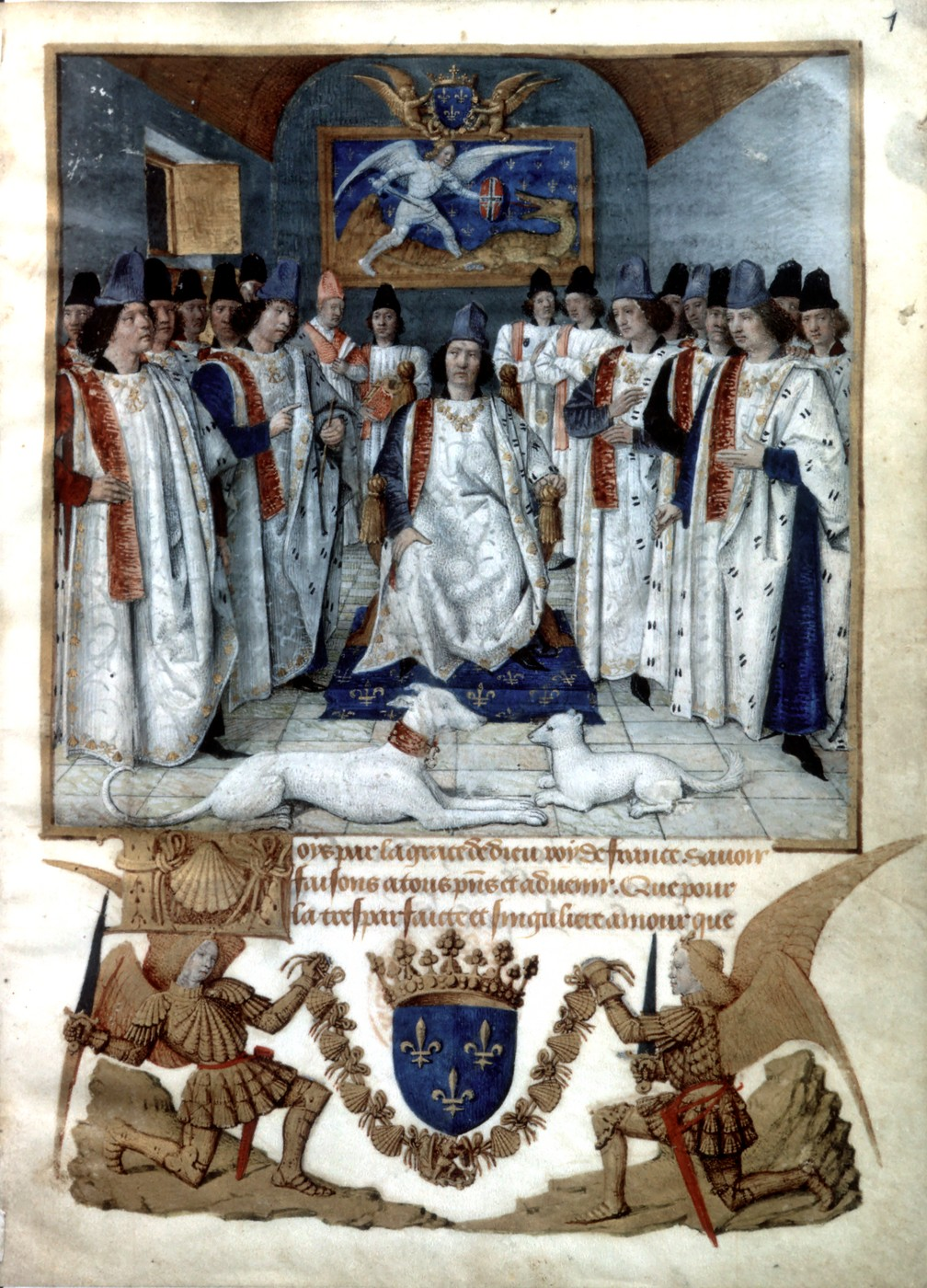
Ludwig XI. im Kreis der Ordensritter. Titelminiatur des für den König bestimmten Exemplars der Ordensstatuten von Jean Fouquet.

König Ludwig XI. gründete ihn am 1. August 1469 in Amboise als Antwort auf den burgundischen Orden vom Goldenen Vlies. Zweck des Ordens war nicht zuletzt die Stärkung der königlichen Zentralgewalt zulasten der Macht des Adels. Dementsprechend stand der Michaelsorden auch unter der Leitung des Königs, der den Titel Chef et Souverain führte. Auf ihn hatten die Ordensritter auch einen persönlichen Eid zu leisten.

## Sitz
Als Sitz des Ordens war ursprünglich die Abtei Mont-Saint-Michel in der Normandie geplant. Sie erwies sich aber als so abgelegen, dass dort keine einzige Ordensversammlung stattfand.
Bereits 1496 wurde der Sitz in die Kapelle Saint-Michel im Pariser Palais de la Cité verlegt. Lange Zeit litt der Orden unter unzureichender Finanzausstattung. 1496 wandte sich Karl VIII. mit der Bitte an den Papst, bei der Kapelle ein Priesterkolleg zu errichten, in deren Räumen sich der Orden treffen könne. 1497 durch päpstliche Bulle genehmigt, wurde der Plan nach Karls Tod ein Jahr darauf nicht weiterverfolgt.
1555 schließlich wurde der Sitz in die Sainte Chapelle im Schloss Vincennes verlegt.

## Ordenskette
Die Ritter trugen eine goldene Halskette aus mit Knoten verbundenen Muscheln, an der ein den Drachenbezwinger Michael zeigendes Medaillon hing.

## Mitglieder
Ursprünglich gehörten dem Michaelsorden nur Vertreter des Hochadels an, so etwa die mit dem König verwandten Herzöge von Berry, Anjou, Bourbon und Orléans sowie Angehörige der Häuser Luxembourg, Laval, La Trémoille, Chabannes, Crussol, Rohan, Dunois, Melun und Artois. Aufgenommen wurden auch ein König von Dänemark sowie einer von Schottland. Der Herzog der Bretagne verweigerte den Eintritt in den Orden aus Feindschaft zum Königshaus, der Herzog von Geldern wegen seiner Mitgliedschaft im Orden vom Goldenen Vlies. Unter Karl VIII. stieg der Ausländeranteil, u. a. durch die Aufnahme von Angehörigen der Häuser Stuart und Savoyen sowie des venezianischen Botschafters Luca Spinola.
Ursprünglich war die Zahl der lebenden Mitglieder des Michaelordens auf 31, dann auf 36 begrenzt. 1565 wurde das Limit im Zuge der Religionskriege offiziell auf 50 angehoben, 1578 auf 100. Faktisch wurde die offizielle Begrenzung aber ohnehin meist weit überschritten: Beim Regierungsantritt Henris III. im Jahr 1574 soll der Orden an die 700 Ritter umfasst haben.

## Bedeutungsrückgang und Reformierung

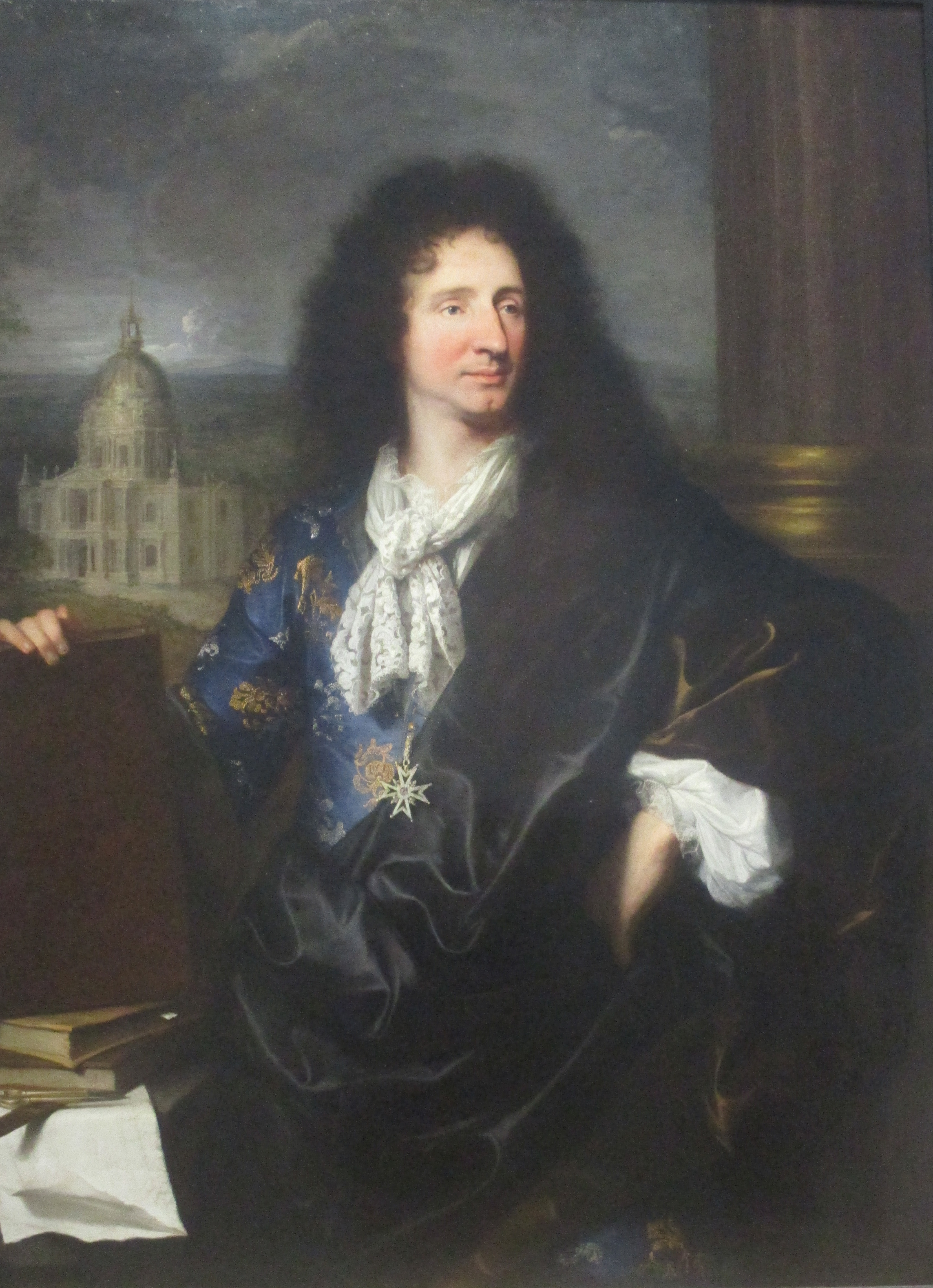
Architekt Jules Hardouin-Mansart mit Ordenskreuz

Wegen der zahlenmäßigen Ausweitung und auch der zunehmenden Öffnung für den niederen Adel und das Bürgertum erlitt der Orden, insbesondere gegenüber dem Orden vom Goldenen Vlies und dem Hosenbandorden, einen erheblichen Prestigeverlust. Sein Insignium nannte man nunmehr spöttisch „le collier à toutes bêtes“ („Allerweltskette“).
Nicht zuletzt in Reaktion hierauf gründete Heinrich III. 1578 den Orden vom heiligen Geist. Dieser war ausländischen regierenden Fürsten sowie dem Hochadel Frankreichs einschließlich der königlichen Prinzen vorbehalten. Seine Ritter gehörten mit ihrer Ernennung automatisch auch dem Michaelsorden an. Ritter beider Orden wurden seitdem als Chevalier des Ordres du Roi (Ritter der Orden des Königs) bezeichnet, Ritter, die nur dem Michaelsorden angehörten, als Chevalier de l'Ordre du Roi (Ritter des Ordens des Königs).
Ludwig XIV. reformierte 1661 und 1665 den Orden. Die Kette wurde nur noch an den Ordensfesten getragen, sonst trug man die Ordensinignie an einem schwarzen Band, die dem Orden den Namen cordon noir eintrug. An die Stelle des Michaels-Medaillons trat ein goldenes oder emailliertes Kreuz. Durch die Gründung des militärischen Verdienstorden vom Heiligen Ludwig wandelte sich der Michaelsorden zu einem zivilen Verdienstorden für Bankiers, Künstler und Wissenschaftler. Auch Ludwig XIV. weichte die Mitgliedsbeschränkung zeitweilig auf, während sein Nachfolger sie wieder strikt durchsetzte, dafür aber mehr Nicht- und Neu-Adelige in den Orden aufnahm als jeder andere König vor ihm.

## Auflösung und Nachleben
Am 30. Juli 1791 wurden alle Orden in Frankreich aufgelöst. 1814 wurde der Michaelsorden kurzzeitig wiederbelebt und ein Bruststern eingeführt, wobei es aber kaum mehr zur Ernennung neuer Ritter kam. König Louis-Philippe schaffte ihn 1830 schließlich endgültig ab.

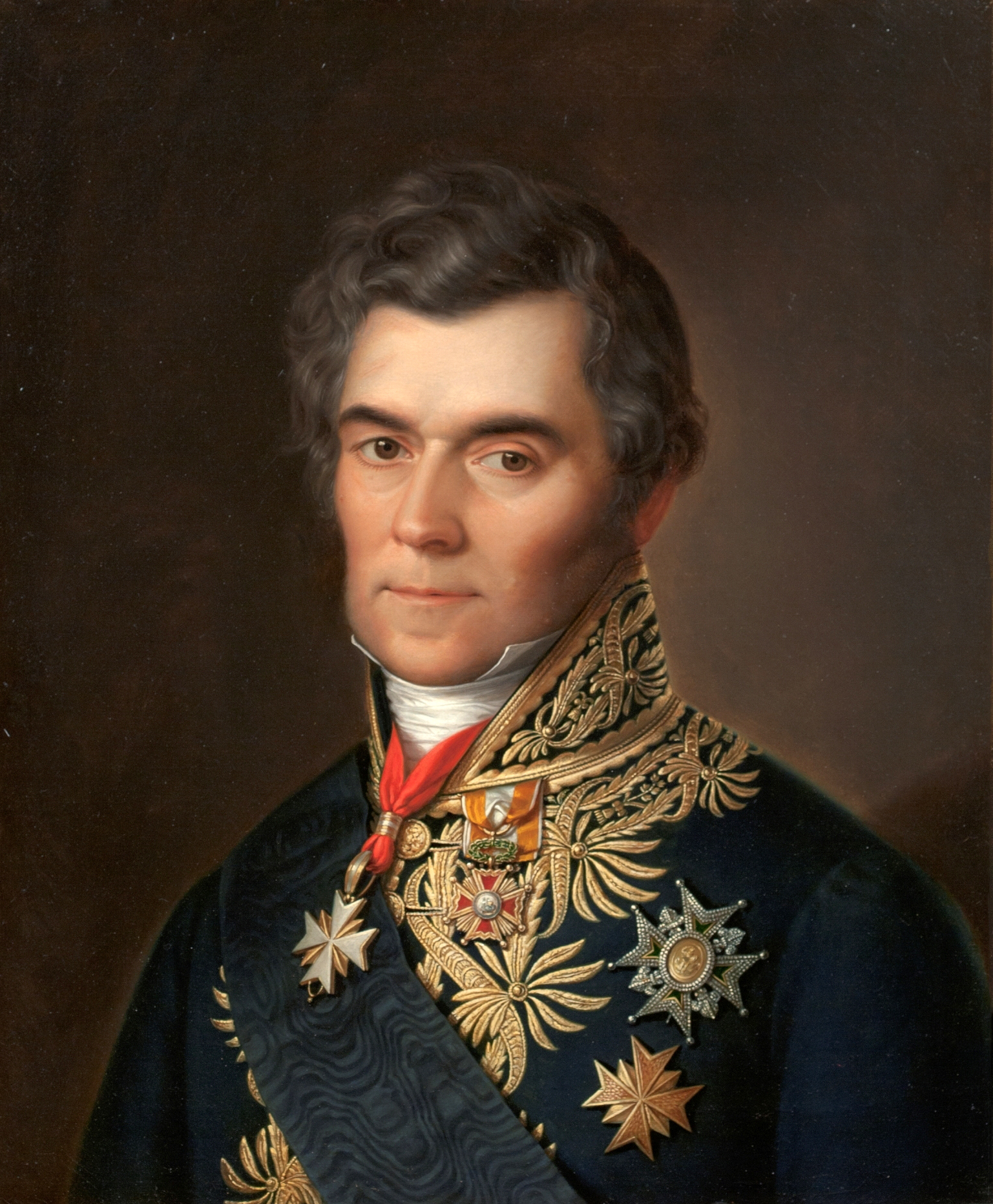
Luis de la Cruz mit cordon noir und Bruststern, dazu die Insignien eines Ritters vom Goldenen Sporn und des Ordens Isabellas der Katholischen, um 1830

Im 20. Jahrhundert manifestierten noch zwei spanische Bourbonen-Abkömmlinge ihren Anspruch auf den französischen Thron durch Verleihung des Michaelordens: Jacques de Bourbon ernannte am 2. August 1929 den Grafen Jean d’Andigné und am 25. August 1930 dessen Sohn Amedée zu Rittern. 1960 nahm Jacques-Henri de Bourbon gleich sechs Personen in den Orden auf: seinen Sekretär Patrick Esclafer de la Rode, den Grafen Pierre de la Forest Divonne, Massimo Sciolette, Teodoro Constanti Zarifi, Karl-Otto Ziesniss sowie eine unbekannt gebliebene weitere Person.
Der Ordre des Arts et des Lettres des französischen Kulturministeriums sieht sich in der Nachfolge des Ordens.